# Barbes (coiffe)
Pour les articles homonymes, voir Barbe (homonymie).

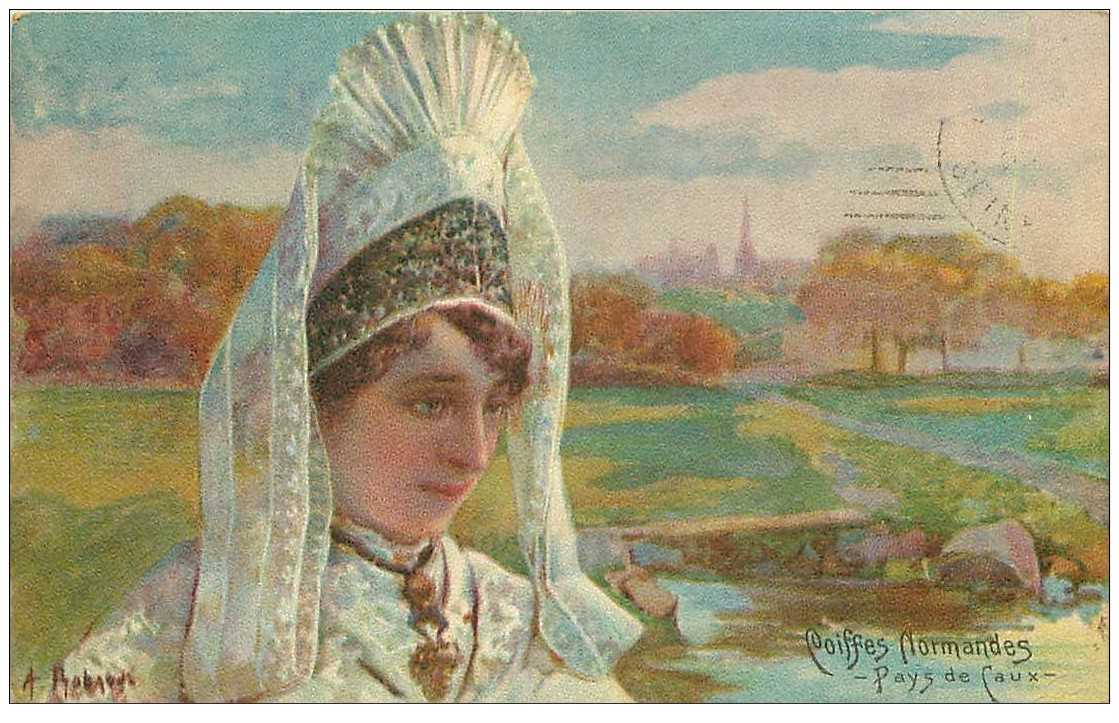
Coiffe du Pays de Caux, avec barbes de dentelle de chaque côté.

Des barbes (coiffe) (mot toujours au pluriel) sont des bandes de toile fine (mousseline ou tulle) bordées de dentelles qui ornent certaines coiffures de femmes, pouvant aller jusqu'à en constituer l'ornement principal. Les barbes peuvent être enroulées ou repliées en plusieurs couches.
Les barbes forment deux longues bandes de mousseline bordées de dentelle ou entièrement en dentelle. Elles sont posées au sommet de la coiffe, formant deux pans garnissant le devant et enroulées sur le bord de la coiffe jusqu'en arrière ; elles sont rabattues en arrière des épaules, descendant pour certaines, notamment en Normandie (surtout dans le Calvados), jusqu'au milieu du dos. Les extrémités des barbes sont souvent tuyautées. Auparavant, elles sont lavées, blanchies à l'amidon cuit, repassées et enfin tuyautées.
Elles peuvent être entre autres en dentelle d'Argentan, dentelle d'Alençon, dentelle de Bayeux, dentelle de Valenciennes, avec application à fuseaux, point à l'aiguille, à fils continus, etc. et aussi en dentelle de Chantilly. Elles présentent presque toujours des décors floraux.

## Exemples

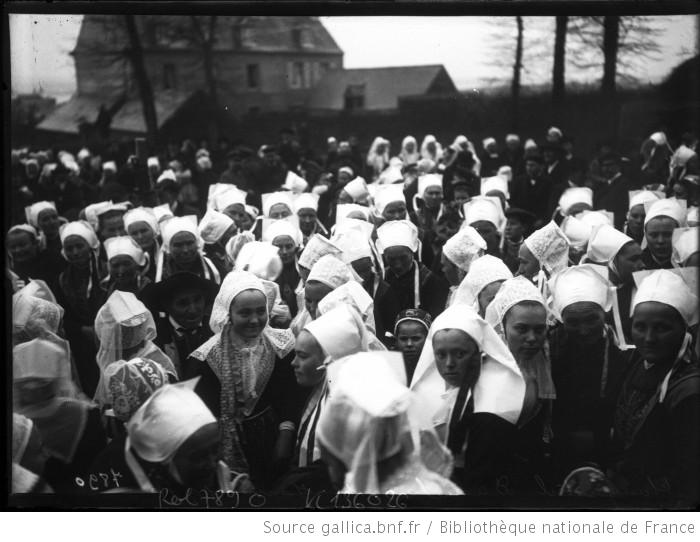
Plougastel-Daoulas : groupe de femmes en costume traditionnel avec coiffes et barbes (11 janvier 1910).

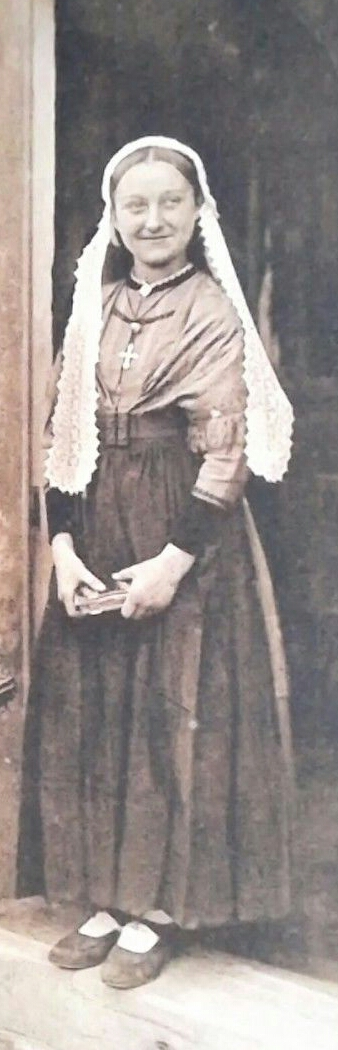
Coiffe de Vendée.

- Certaines coiffes bretonnes portaient des barbes, par exemple celles de femmes de Plougastel-Daoulas.
- Les costumes provençaux des femmes sont souvent enjolivés de barbes de Digne[3].
- Des photos de barbes du XVIIIe sont visibles sur un site Internet[4].